# 제1대 랭커스터 공작 곤트의 존
제1대 랭커스터 공작 곤트의 존(John of Gaunt, 1st Duke of Lancaster, 1340년 3월 6일 ~ 1399년 2월 3일)은 잉글랜드의 왕족이자 랭커스터 공작이었다. 현재 벨기에 헨트(Ghent)에서 태어났기 때문에 헨트(Ghent)의 변형인 곤트(Gaunt)의 존으로 불리게 되었다. 잉글랜드의 왕 에드워드 3세와 필리파 드 에노의 넷째 아들로, 흑태자 에드워드, 라이오넬 플랜태저넷의 동생이자 요크의 에드먼드 1세의 형이다.
랭커스터 왕가의 시조였으나, 혼인관계를 통해 요크 왕가와 튜더 왕가에게도 조상이 되는 복잡한 인척관계를 형성하였다.
1367년부터 1374년까지 그는 영국과 프랑스의 백년전쟁에 참전하여 지휘관으로 복무했고, 귀국 후에는 처가인 랭커스터 왕가의 영지를 상속했다. 조카인 리처드 2세가 즉위한 뒤에는 섭정 겸 왕의 유력한 조언자로 활약하였으나, 리처드 2세와의 관계는 원만하지 못했다. 1389년에 리처드 2세가 친정을 시작하자 이베리아 반도의 카스티아 왕국의 왕위를 계승하고자 잉글랜드를 떠난다.
곤트의 존이 죽은후의 아들 헨리가 1399년에 사촌동생인 리처드 2세의 왕위를 찬탈하여 헨리 4세로 잉글랜드 국왕의 자리에 오르게 된다.

## 결혼생활
1359년 제1대 랭커스터 공작 그로스몬트의 헨리(에드워드 1세의 동생 제1대 랭커스터 백작 에드먼드의 손자)의 딸 랭커스터의 블랑쉬와 결혼하여 랭커스터 공작가의 상속권을 획득하였다. 블랑쉬에게서 헨리를 얻게 되는데 이 헨리(블롱브로크의 헨리)가 훗날 1399년 헨리 4세로 왕위에 오르게 된다.
첫부인 블랑쉬는 1368년 사망하였고 1371년 카스티아 왕국의 왕녀 콘스탄자와 혼인하여 카스티아 왕국의 왕위 계승 서열에 이름을 올리게 된다. 콘스턴스와 혼인중에 내연녀인 캐서린 스윈포드와의 사이에서 태어난 아이들에게는 뷰포트 백작위를 내려 뷰포트가을 형성하게 했다.
두번째 부인 콘스탄자가 1394년에 사망하자 1396년에 정부였던 캐서린 스윈포드와 정식결혼을 하였다.뷰포트가는 본래 서자 가문이였다. 그런데 곤트의 존이 캐서린 스윈포드와 정식으로 결혼하였기 때문에 의회에서 뷰포트가의 정통성을 인정받아 정식으로 왕족대우를 받게 되었다. 단, 왕위 계승 서열에는 이름을 올릴수 없었다.

## 요크 왕가와의 관계
요크 왕가는 곤트의 존의 동생이었던 요크의 에드먼드 1세의 후손이었다. 코니스버러의 리처드는 요크의 에드먼드 1세의 아들로 그의 조카였으나, 곤트의 존의 형이었던 라이오넬 플랜태저넷의 유일한 상속자인 필리파 플랜태저넷의 손녀 앤 모티머와 결혼했다. 이 결혼으로 곤트의 존보다 서열이 낮았던 요크의 에드먼드 1세의 후손들은 모계를 통해 잉글랜드의 왕위 계승권을 주장하여 랭커스터 왕가와 갈등했다.
캐서린 스윈포드와의 사이에서 태어난 사생아는 그의 둘째 부인이 사망하자 1394년에 캐서린 스윈포드와 정식으로 결혼하면서 적자가 되었다. 존은 그들에게 뷰포트 백작위를 내렸고 이들은 뷰포트 가를 형성하였다. 곤트의 존의 딸 조앤 보퍼트는 랄프 네빌과 결혼했는데, 이 결혼으로 태어난 딸 세실리 네빌은 요크 왕가의 요크의 리처드와 결혼했다. 요크의 리처드는 그의 동생 요크의 에드먼드 1세의 손자이며 코니스버러의 리처드의 아들이었다.
요크 왕가의 에드워드 4세와 리처드 3세는 그의 동생 에드먼드의 증손자이면서, 곤트의 존에게는 외손녀 세실리 네빌과 요크의 리처드(존의 종손자)의 아들이므로 그의 고손자가 된다.

## 가계도

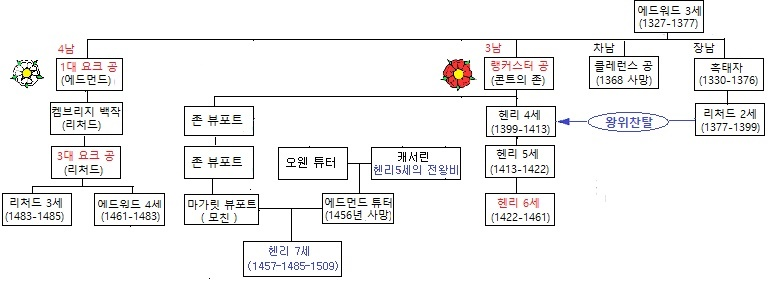
에드워드 3세의 가계도

## 같이 보기
- 장미 전쟁
- 랭커스터 왕가
- 튜더 왕가
- 요크 왕가